# Лілеєв Михайло Іванович
Михайло Іванович Лілеєв (8 листопада 1849 — 27 листопада 1911) — історик, педагог, громадський діяч. Один з фундаторів Ніжинського історико-філологічного товариства (1894). Член Історичного товариства Нестора-літописця у Києві (1879) та Чернігівської вченої архівної комісії. Учасник ХІ Всеросійського археологічного з'їзду 1899 року в Києві. Ніжинський міський голова у 1904–1908 роках.

## Біографія
Народився 8 листопада 1849 року в селі Нікольське Ярославської губернії. Походив з родини священика Ярославської єпархії.
Навчався в Ярославській духовній семінарії та Київській духовній академії.
У 1874—1878 роках викладав у Чернігівській духовній семінарії та завідував семінарійною бібліотекою. На запрошення ректора Історико-філологічного інституту князя Безбородька у Ніжині М. Н.  Лавровського у 1878 році Лілеєв переходить працювати до цього закладу на посаду викладача російської історії та географії. Згодом, у 1883 році, М. Н. Лавровський, стурбований станом бібліотеки (він доклав чимало зусиль, аби зробити її науковою: за часів керівництва М. Н. Лавровського бібліотека виросла з 4034 до 12152 одиниць зберігання), запропонував Михайлові Лілеєву за сумісництвом очолити й фундаментальну бібліотеку.
Він працював у бібліотеці інституту упродовж 1883—1897 років, власноруч почав редагування та створення карткового каталогу на бібліотечні фонди, що мав комплексно включити весь бібліотечний матеріал. Запропонував нове зручне розміщення фондів за розділами наук, а відповідно — й нове розміщення книг. Сам, разом з іншими викладачами інституту, описував й за схемою здійснив нову розстановку фондів. Про стан роботи з бібліотекою інституту та каталогами, про цінність збірки він повідомив у спеціальному листі до редакції «Киевлянина» від 12 січня 1886 року. 
1893 року, у зв'язку з новими реорганізаційними завданнями у формуванні фундаментальної (наукової) бібліотеки, діяльність бібліотечної комісії було поновлено — до її складу, крім М. І. Лілеєва, увійшли професори М. Н. Бережков, Є. В. Петухов, І. Г. Турцевич, далі — О. І. Покровський, О. П. Кадлубовський та А. В. Добіаш, які здійснювали реорганізацію бібліотеки, створення систематичного та алфавітного каталогів, організацію комплектування тощо.
У 1895 році захистив в університеті Святого Володимира дисертацію «Из истории раскола на Ветке и в Стародубье XVII–XVIII вв.», за яку був удостоєний університетом ступеня магістра російської історії, а Товариством історії та старожитностей російських при Московському університеті — Карповської премії. У 1878—1899 роках обіймав у Ніжинському інституті посаду наставника студентів, також виконував обов'язки бібліотекаря (1883–1897) і члена правління (1892—1899) інституту.
Був членом Київського історичного товариства, Товариства історії і старожитностей російських (з 1879), а також Історичного товариства Нестора-літописця (1879). Один з фундаторів Ніжинського історико-філологічного товариства (1894), був його секретарем. У 1904 році був обраний Ніжинським міським головою, на посаді перебував до 1908 року.
Помер 27 листопада 1911 року в Ніжині, там і похований.

## Археологічні дослідження
У 1898 році почав самостійні дослідження курганів Ніжинського та Остерського повітів, провів розкопки у шістнадцяти з них.

## Наукова робота
Досліджував старожитності Лівобережної України XVII — ХІХ ст., історію поселень російських розкольників на території Чернігово-Сіверщини.
Опублікував більше 15 робіт з історії. Крім того, поміщав історико-літературні матеріали та бібліографічні замітки в журналах «Русская старина», «Киевская старина», «Вестник славянства» та інших.
Упорядкував і описав зібрання документів та рукописних книг (з бібліотеки Чернігівського колегіуму, храмів та монастирів краю), яке налічувало 201 пам'ятку церковнослов'янською, латинською, польською, грецькою, французькою та російською мовами.

## Список праць
- Краткий исторический очерк царствования Александра I. — Чернигов, 1877.
- Подробное описание рукописных сочинений Юрьевского архимандрита Фотия, хранящихся в Черниговской семинарской библиотеке. — Москва, 1880.
- Описание рукописей, хранящихся в библиотеке Черниговской духовной семинарии. [Архівовано 18 квітня 2015 у Wayback Machine.] — Санкт-Петербург, 1880.
- Из начальной истории раскола в Стародубье. [Архівовано 18 квітня 2015 у Wayback Machine.] — Киев, 1889.
- Новые материалы для истории раскола на Ветке и в Стародубье XVII–XVIII вв. [Архівовано 18 квітня 2015 у Wayback Machine.] — Киев, 1893.
- Церковно-государственное служение русской земле преп. Сергия и основанной им обители. — Киев, 1893.
- К вопросу об авторе «Путешествия во Св. землю» 1701–1703 гг. московском священнике Иоанне Лукьянове или старце Леонтии. — Киев, 1894.
- Из истории раскола на Ветке и в Стародубье XVII–XVIII вв. — Киев, 1895.
- Очерк миссионерских мер по обращению в православие стародубских и черниговских раскольников до времен Екатерины II. — Чернигов, 1895.
- Из истории поповщинского раскола. — Киев, 1915.